# Operazione Sarajevo
Operazione Sarajevo (in bosniaco Sarajevska operacija) è la denominazione presente nelle fonti jugoslave, della battaglia combattuta nel marzo-aprile 1945 nell'area di Sarajevo, durante le fasi finali della seconda guerra mondiale sul fronte jugoslavo, tra i partigiani dell'Esercito Popolare di Liberazione della Jugoslavia e alcune divisioni tedesche, appoggiate da reparti collaborazionisti croati e cetnici.
La battaglia si concluse dopo una serie di violenti scontri lungo le vie di accesso alla città, con la ritirata delle truppe tedesche del XXI Corpo d'armata da montagna e la liberazione di Sarajevo da parte delle formazioni partigiane jugoslave.

## Il fronte balcanico nella primavera 1945
Alla fine del 1944 la situazione strategica complessiva della Wehrmacht nei Balcani era ormai molto critica; dopo l'entrata in guerra contro la Germania della Bulgaria e l'arrivo delle unità pesanti dell'Armata Rossa a sud del Danubio fino al confine jugoslavo orientale, era stato impossibile difendere ulteriormente la Serbia e Belgrado era stata liberata il 20 ottobre 1944 dalle forze partigiane jugoslave di Tito in cooperazione con le forze corazzate sovietiche. Nonostante le sconfitte, tuttavia l'alto comando tedesco aveva condotto con grande abilità le operazioni riuscendo non solo a fermare l'avanzata jugoslava sul fronte dello Srem, nella pianura pannonica, ma anche completando con successo la ritirata generale del Gruppo d'armate E del generale Alexander Löhr che dopo aver evacuato la Grecia e la Macedonia era riuscito a stabilizzare un nuovo fronte in Bosnia-Erzegovina imperniato sulle importanti posizioni strategiche di Sarajevo.
Nei primi mesi del 1945, il comando del Gruppo d'armate E del generale Löhr propose al quartier generale della Wehrmacht di organizzare per tempo una metodica ritirata, evacuando Sarajevo e ripiegando dalla Bosnia passando a nord della Sava per recuperare tutte le truppe impegnate in un teatro divenuto ormai secondario rispetto ai due fronti principali europei. Il 15 febbraio 1945 tuttavia Adolf Hitler, deciso a non cedere terreno e, al contrario, a pianificare nuove controffensive, rifiutò ostinatamente di autorizzare la ritirata e proibì assolutamente con una specifica direttiva di cedere Sarajevo che andava invece difesa ad oltranza per "ragioni politiche". Il generale Löhr mantenne il comando del Gruppo d'armate E e Hitler gli ordinò di difendere Sarajevo ad oltranza con i reparti del XXI Corpo d'armata del generale Ernst von Leyser.
Per enfatizzare ancor più l'importanza di mantenere il possesso della città, il 22 febbraio 1945 l'alto comando tedesco designò Sarajevo come "fortezza", la cui evacuazione sarebbe stata possibile solo su autorizzazione diretta di Hitler. Il costoso fallimento dell'offensiva tedesca del Balaton iniziata il 6 marzo 1945, cambiò il quadro strategico complessivo nel settore meridionale-balcanico del fronte; entro il 20 marzo la situazione tedesca divenne ancor più critica con l'inizio dell'offensiva della 4ª Armata jugoslava nella Lika e della 1ª Armata jugoslava sullo Srem.

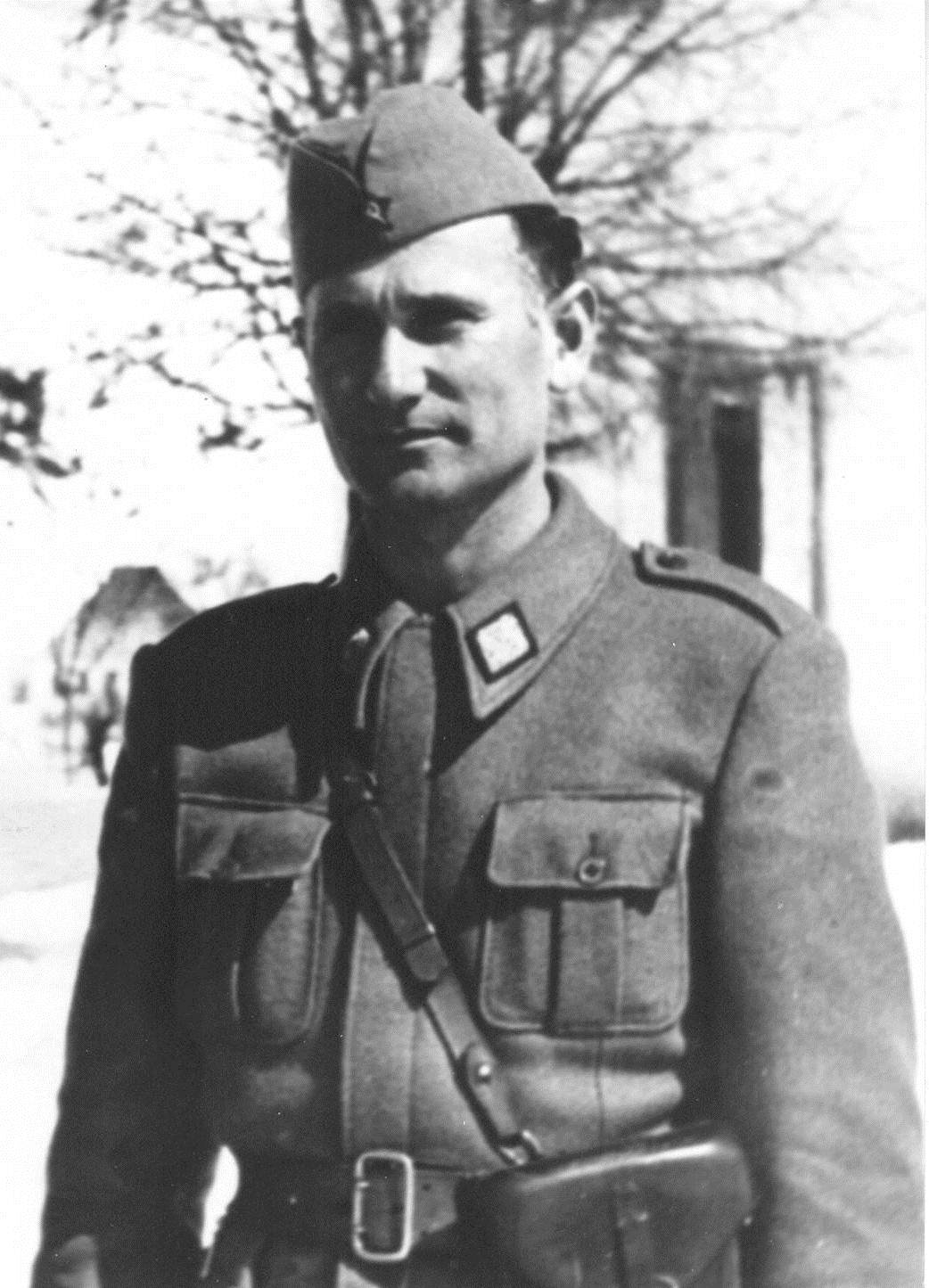
Il generale Radovan Vukanović, comandante in capo delle forze dell'esercito popolare jugoslavo nella battaglia per Sarajevo.

La difesa ad oltranza del saliente di Sarajevo, incuneato profondamente in Bosnia ed Erzegovina, mentre crollavano le due ali sullo Srem e nel litorale adriatico, divenne strategicamente sempre più inutile e pericoloso. L'alto comando tedesco decise di autorizzare il generale Löhr, passato al comando di tutto il teatro Sud-ovest in sostituzione del feldmaresciallo Maximilian von Weichs che era stato richiamato il 25 marzo dopo il fallimento della operazione Waldteufel ("diavolo della foresta"), l'offensiva oltre la Drava contemporanea all'attacco sul lago Balaton, a pianificare una ritirata iniziando con l'evacuazione delle migliaia di feriti presenti in città.
Ai primi di marzo del 1945, il Comando supremo dell'Esercito popolare di liberazione, denominato ufficialmente dal 1 marzo "Esercito jugoslavo", aveva deciso di raggruppare le sue forze per l'attacco finale a Sarajevo; a questo scopo vennero concentrati il II Korpus di Radovan Vukanović, il III Korpus di Pero Kosorić e il V Korpus di Slavko Rodić con l'obiettivo di raggiungere la valle del fiume Bosna e tagliare le comunicazioni del XXI Corpo d'armata tedesco che difendeva Sarajevo. Per migliorare il controllo delle operazioni il Comando supremo costituì il 17 marzo un quartier generale unificato assegnandogli la direzione del raggruppamento operativo speciale dei tre corpi d'armata e assegnò il comando superiore di tutte le forze jugoslave nel settore a Radovan Vukanović.
I piani del Comando supremo dell'Esercito popolare prevedevano di attaccare Sarajevo da tre direzioni diverse e accerchiare l'intero raggruppamento di forze tedesche che difendevano la città: il II Korpus avrebbe attaccato nel settore meridionale con tre divisioni da Konjic, Kalinovik e Jablanica marciando su Sarajevo attraverso Ivan Sedlo, Ilidža e Trebević; il III Korpus con due divisioni, sarebbe partito a est della città dal settore Sokolac, monte Romanija, monte Ozren e sarebbe avanzato verso Sarajevo passando per Mokro, Sumbulovac, Hreša, Vučja Luka; infine il V Korpus con altre due divisioni, da Semizovac e Jošanica, a nord di Sarajevo, avrebbe raggiunto la città attraverso Rajlovac, Vogošća e Koševo. Tutte le unità jugoslave erano già in contatto con le forze tedesche, e il comando di Vukanović prevedeva di dare inizio all'offensiva il 28 marzo 1945.

## Ordine di battaglia

### Ordine di battaglia dell'Esercito jugoslavo
AVNOJ:
- Comandante in capo del raggruppamento di Sarajevo: Radovan Vukanović
- II Korpus comandante: Radovan Vukanović
  - 3ª Divisione d'assalto
  - 29ª Divisione dell'Erzegovina
  - 37ª Divisione del Sangiaccato
- III Korpus comandante: Pero Kosorič
  - 27ª Divisione bosniaca orientale
  - 38ª Divisione bosniaca orientale
- V Korpus comandante: Slavko Rodić
  - 4ª Divisione della Craina
  - 10ª Divisione della Craina
  - Gruppo da combattimento di Zenica 
    - 13ª Brigata della 39ª Divisione della Craina
    - 18ª Brigata della 53ª Divisione bosniaca centrale

### Ordine di battaglia dell'Asse
Germania
- XXI Corpo d'armata da montagna (XXI. Gebirgs-Armeekorps), generale Ernst von Leyser
  - 7. SS-Gebirgsdivision Prinz Eugen
  - 369. (kroatische) Infanterie-Division
  - 181. Infanterie-Division
    - 909. Brigata da fortezza
    - 964. Brigata da fortezza
    - 969. Brigata da fortezza
    - Reggimento di polizia SS "Nagel"
    - 226. Landesschützen battalion
    - 880. Landesschützen battalion
    - 803. Landesschützen battalion
    - 834. Landesschützen battalion
    - 920. Landesschützen battalion
    - 935. Landesschützen battalion

  - 5º Corpo di volontari russo (Russkaja osvoboditel'naja armija)

 Croazia
- 1ª Brigata ustaša
- 9ª Brigata ustaša
- 11ª Brigata ustaša
- 18ª Brigata ustaša
- 9ª Divisione domobrana (resti)
- 2ª Brigata da montagna domobrana

 Repubblica Sociale Italiana
- 49ª Legione "San Marco" (due battaglioni)

 Cetnici
- Corpo d'assalto Romanija,
- Corpo d'assalto Zenica
- Corpo d'assalto Erzegovina

## La battaglia

### Operazioni preliminari tedesche

L'evoluzione del fronte jugoslavo tra marzo e maggio 1945.

L'alto comando tedesco del Gruppo d'armate E disponeva per difendere Sarajevo di truppe insufficienti; mentre le divisioni tedesche, in particolare la 7ª Divisione da montagna SS "Prinz Eugen" e la 369ª Divisione tedesco-croata "Diabolica", erano ancora efficienti, le altre forze, costituite da soldati croati, cetnici e volontari anti-comunisti russi e cosacchi, erano demoralizzate e indebolite. I generali tedeschi erano consapevole della precaria posizione delle loro truppe intorno a Sarajevo e della difficoltà di organizzare una ritirata metodica delle truppe e dei feriti, salvando anche materiali ed equipaggiamenti; grazie alle intercettazioni delle comunicazioni nemiche, inoltre, i tedeschi vennero a conoscenza di molti dettagli dell'attacco in preparazione e appresero anche che l'operazione sarebbe iniziata il 28 marzo 1945. Divenne quindi essenziale per i tedeschi anticipare l'offensiva jugoslava e salvaguardare le vie di comunicazione in uscita da Sarajevo; a questo scopo il comando tedesco sferrò nel mese di marzo tre attacchi locali per intimidire i partigiani e guadagnare tempo.
Nella notte del 16-17 marzo una parte della 7ª Divisione SS sferrò l'operazione Berggeist ("spirito della montagna") contro la 3ª Divisione d'assalto partigiana nel settore meridionale del monte Igman e Presjenica; nei primi giorni gli jugoslavi furono sorpresi e persero terreno; i tedeschi tuttavia ben presto vennero contrattaccati ed entro il 24 marzo ritornarono sulle posizioni di partenza. Dopo questo parziale successo il comando tedesco pianificò una controffensiva più ambiziosa con la partecipazione del XXXIV Corpo d'armata che avrebbe dovuto attaccare verso Tuzla per bloccare la 2ª Armata (operazione Maigewitter, "operazione tempesta di maggio") la cui avanzata avrebbe potuto mettere in pericolo le vie di comunicazione a nord di Sarajevo, mentre la 7ª Divisione SS avrebbe dovuto avanzare verso Vareš (operazione Osterglocke, "operazione narciso"). Questa offensiva combinata era prevista per il 28 marzo 1945 ed ebbe inizio secondo i piani ma dovette essere ben presto sospesa e la 7ª Divisione SS venne precipitosamente richiamata a sud; l'esercito jugoslavo nello stesso giorno aveva infatti dato inizio alla grande offensiva finale per liberare Sarajevo mettendo in difficoltà alcuni reparti tedeschi.

### L'offensiva dell'esercito popolare jugoslavo

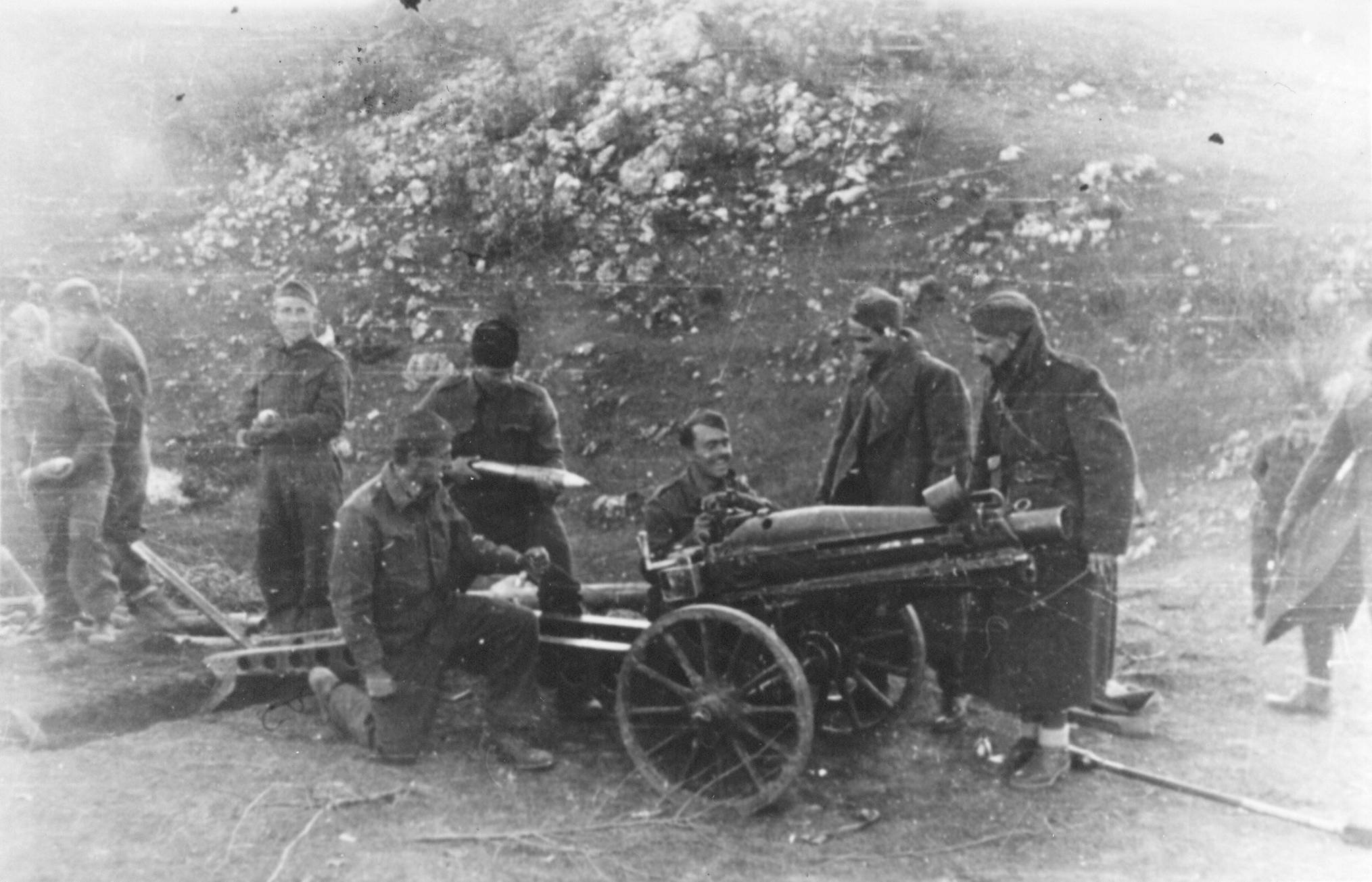
Artiglieri della 3ª Divisione d'assalto in azione durante le battaglie finali sul fronte jugoslavo.

L'operazione Sarajevo dell'Esercito jugoslavo ebbe inizio il 28 marzo 1945 nel settore settentrionale dove il V Korpus di Rodić aveva la missione più impegnativa; le sue divisioni erano schierate vicino al villaggio di Kakanj, sulla riva orientale del fiume Bosna, e avrebbero dovuto preliminarmente attraversare il fiume e quindi attaccare il settore settentrionale delle posizioni fortificate tedesche a Vogošća. Le due divisioni del V Korpus, la 4ª Divisione della Craina e la 10ª Divisione della Craina, riuscirono la notte del 28-29 marzo ad attraversare la Bosna e attaccarono le principali forze tedesco-croate; dopo aver superato la resistenza nemica, i partigiani delle due divisioni costituirono una testa di ponte a ovest del fiume, prima di avanzare in profondità per tagliare fuori i tedeschi a Sarajevo e interrompere le loro comunicazioni attraverso la linea ferroviaria Sarajevo-Zenica.
Il comando tedesco decise di reagire immediatamente alla pericolosa situazione; le operazioni Osterglocke e Maigewitter vennero interrotte e la 7ª Divisione SS ritornò indietro per contrattaccare e salvaguardare le linee di comunicazione e la linea ferroviaria. I tedeschi contrattaccarono energicamente e di conseguenza il V Korpus partigiano non poté continuare l'avanzata nel settore settentrionale, i partigiani vennero bloccati sulla linea Vareš-Breza. I violenti attacchi dei tedeschi e degli ustaša croati misero a dura prova le forze jugoslave e la manovra del V Korpus venne rallentata; tuttavia alcune formazioni della 4ª e della 10ª Divisione della Craina riuscirono nei giorni seguenti a raggiungere i quartieri settentrionali di Sarajevo e contribuirono alla vittoria dell'Esercito popolare di liberazione.
Nel frattempo, la battaglia era in corso con il massimo accanimento anche a est di Sarajevo dove era iniziato l'attacco delle unità del III Korpus di Pero Kosorić, la 27ª e la 38ª Divisione bosniache; queste forze intendevano sconfiggere i tedeschi nelle zone di Podromanija e Crvena-Stjiena e quindi irrompere direttamente in città. Questa via d'accesso a oriente di Sarajevo era difesa dalla 181ª Divisione tedesca che oppose forte resistenza all'attacco del III Korpus; a Podromanija si difese tenacemente il 363º reggimento di fanteria che venne rinforzato dal 14º reggimento della 7ª Divisione SS "Prinz Eugen". Alcune formazioni partigiane attaccarono sul fianco e alle spalle del 363º reggimento, mentre il grosso del III Korpus affrontò il 14º reggimento SS che venne sbaragliato e quasi completamente distrutto.

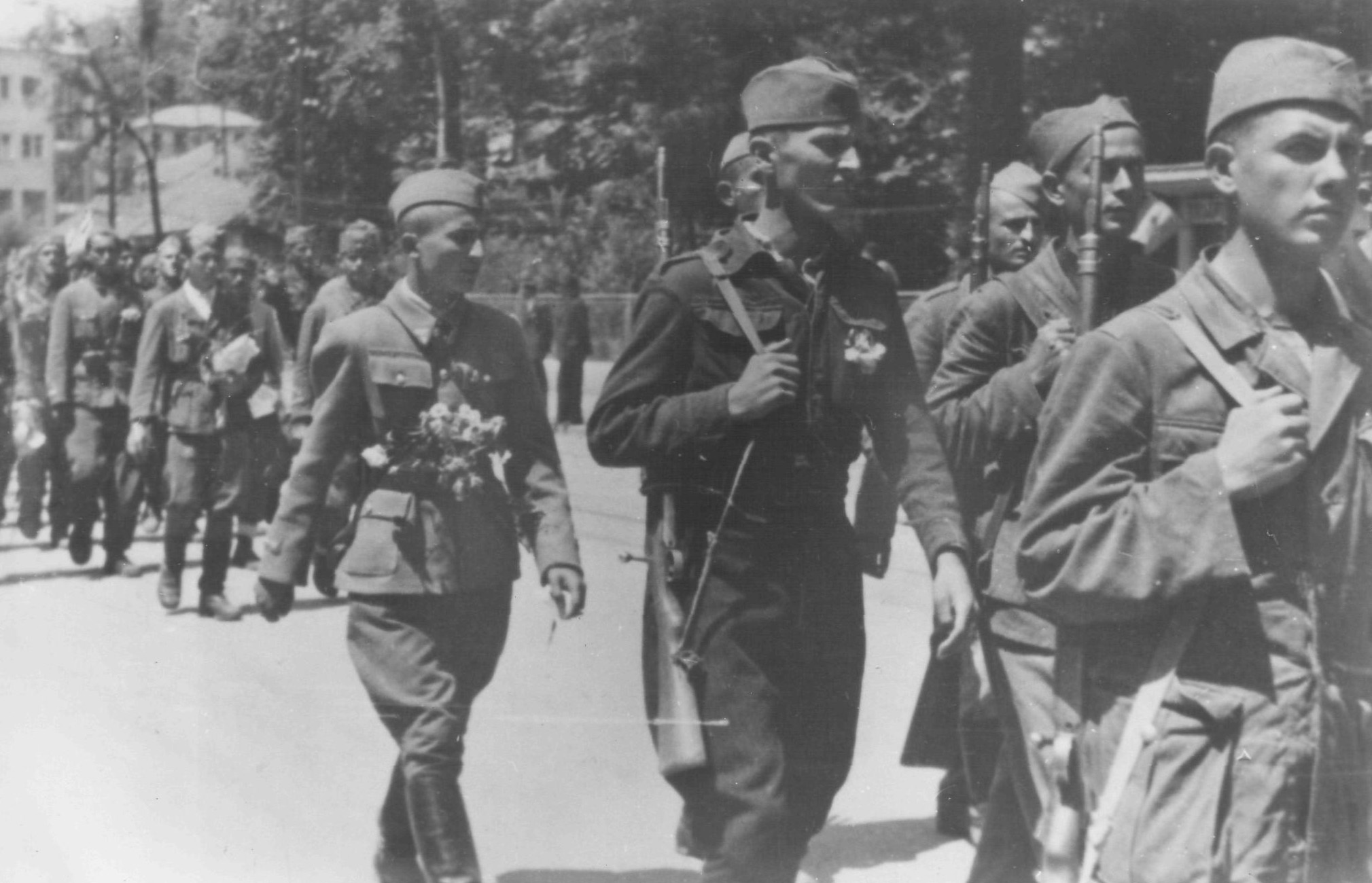
I partigiani dell'Esercito jugoslavo entrano a Sarajevo.

Contemporaneamente con l'offensiva del III Korpus, nel settore meridionale del fronte aveva attaccato il II Korpus con la 3ª Divisione d'assalto e la 29ª e 37ª Divisione. In questo settore l'avanzata partigiana fu particolarmente difficile e le perdite subite furono pesanti; la 37ª Divisione del Sangiaccato fece qualche progresso, mentre la 3ª Divisione d'assalto avanzò verso Trnovo, ma a Ivan Sedlo la 29ª Divisione dell'Erzegovina non fece progressi e subì forti perdite; il 1º aprile 1945 dovettero essere sospesi gli attacchi contro Ivan Sedlo. Il 4 aprile 1945 i partigiani iniziarono un secondo attacco ma ormai i tedeschi avevano già dato inizio alla ritirata; il 5 aprile la 29ª Divisione poté raggiungere la linea di Kiseljak da dove cercò di inseguire da vicino i tedeschi. In quello stesso giorno il generale Vukanović e il comando generale del raggruppamento avevano ormai compreso che i tedeschi stavano effettuando una ritirata ordinata dalla città e quindi diedero ordine di affrettare le operazioni e attaccare subito la città stessa da dove il nemico stava evacuando tutte le sue forze e il suo equipaggiamento.
Sarajevo venne raggiunta per primo dalle formazioni partigiane che avanzavano da oriente; la sera del 5 aprile 1945 una parte del III Korpus, continuando a inseguire e attaccare i tedeschi, entrò nella città da est e da nord; gli jugoslavi in pratica non incontrarono grande resistenza ed entro la notte liberarono la parte centrale di Sarajevo e la zona di Marijin Dvor. Combattimenti accaniti furono invece necessari per la conquista della centrale elettrica; i partigiani subirono forti perdite; la stazione era occupata da un reggimento della 181ª Divisione tedesca che difese la zona fino al 6 aprile quando, ormai fortemente indebolita dalle perdite subite, inizio a ripiegare verso ovest. Nel frattempo, nel settore sud del fronte il II Korpus riprese ad avanzare; la 37ª Divisione liberò Trebević, e raggiunse nella notte del 5-6 aprile i quartieri meridionali di Sarajevo, costituendo una testa di ponte sulla riva sinistra della Miljacka.
Mentre le formazioni del III Korpus liberavano la maggior parte di Sarajevo, da sud si avvicinava alla città anche la 3ª Divisione d'assalto del II Korpus; dopo due giorni di aspri combattimenti, anche questa divisione il mattino del 6 aprile entrò nella capitale bosniaca, mentre altri reparti jugoslavi inseguivano i tedeschi verso Ilidža. La maggior parte delle truppe tedesche del XXI Corpo d'armata del generale von Leyser riuscirono a ripiegare lungo la valle della Bosna e raggiunsero la linea Busovača-Zenica, circa 70 chilometri a nord-ovest di Sarajevo. I tedeschi tuttavia furono subito attaccati e sconfitti dal "gruppo da combattimento di Zenica", intervenuto tempestivamente da est e nella notte del 12-13 aprile venne sbaragliato l'ultimo nucleo di resistenza tedesco vicino a Zenica; nel frattempo la battaglia per Sarajevo era ormai terminata e la città era completamente libera.

## Bilancio e conclusione

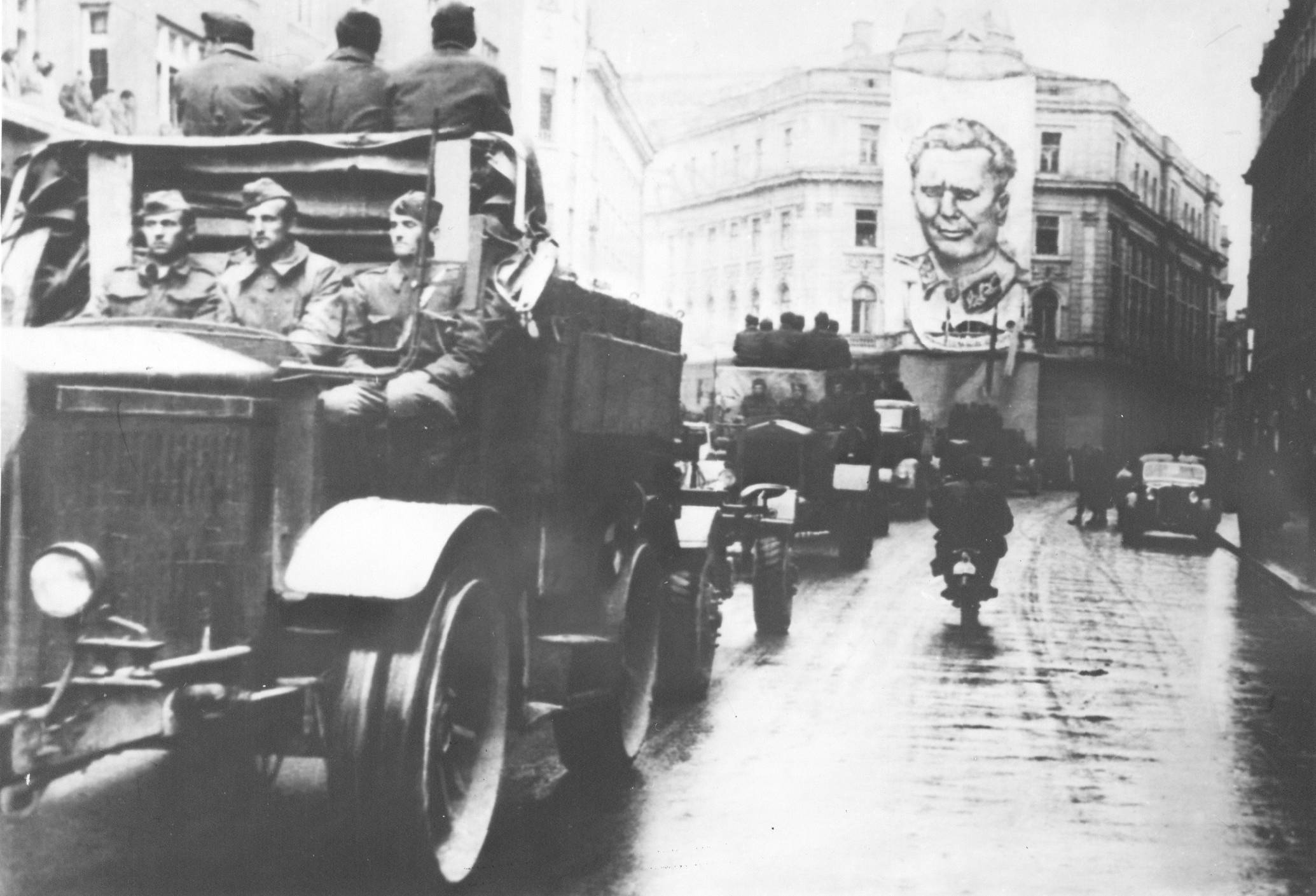
I mezzi motorizzati del V Korpus jugoslavo sfilano nel centro di Sarajevo, sullo sfondo il ritratto di Josip Broz Tito.

L'"operazione Sarajevo" si concluse con una prestigiosa vittoria campale del nuovo Esercito jugoslavo che sconfisse in una grande battaglia convenzionale un rilevante corpo di truppe tedesche. Le perdite subite dai partigiani furono notevoli, ma i tedeschi e i collaborazionisti ebbero perdite molto più alte e alcune migliaia di soldati nemici furono catturati. Per il numero di perdite inflitte e per i risultati raggiunti, l'operazione Sarajevo fu uno delle più grandi e riuscite campagne combattute dalle forze partigiane durante la guerra di liberazione.
Tuttavia dal punto di vista strategico la battaglia si concluse senza una vittoria definitiva e l'esercito jugoslavo non fu in grado di cogliere la favorevole occasione per accerchiare e distruggere totalmente il XXI Corpo d'armata tedesco; in buona parte le forze del generale von Leyser riuscirono a ripiegare verso nord e dopo essersi unite alle altre truppe del Gruppo d'armate E, parteciparono alla lunga e drammatica ritirata finale delle forze del generale Löhr che si sarebbe conclusa solo il 15 maggio 1945 con la resa finale a Poljana sul confine austriaco-sloveno.